# Бражниковское сельское поселение
Бражниковское се́льское поселе́ние — муниципальное образование в Колосовском районе Омской области Российской Федерации.
Административный центр — село Бражниково.

## История
Статус и границы сельского поселения установлены Законом Омской области от 30 июля 2004 года № 548-ОЗ «О границах и статусе муниципальных образований Омской области».

## Население
| 2010 | 2011 | 2012 | 2013 | 2014 | 2015 | 2016 |
| ---- | ---- | ---- | ---- | ---- | ---- | ---- |
| 694  | ↘692 | ↘677 | ↘636 | ↘612 | ↘602 | ↘589 |
| 2017 | 2018 | 2019 | 2020 | 2021 | 2023 |      |
| ↘561 | ↘538 | ↘533 | ↗535 | ↘512 | ↘484 |      |

## Состав сельского поселения
| № | Населённый пункт | Тип населённого пункта       | Население |
| - | ---------------- | ---------------------------- | --------- |
| 1 | Аникино          | деревня                      | ↘282      |
| 2 | Бражниково       | село, административный центр | ↘412      |